# عبد القادر الطبري
محيي الدين أبو بكر عبد القادر بن محمد بن يحيى الحسيني الطبري (10 أغسطس 1568 - 16 يوليو 1624) (17 صفر 976 - 1 شوال 1033) عالم مسلم وكاتب وشاعر حجازي. ولد بمكة في عائلة شريفة حسينة ونشأ فيها برعاية والده، وحفظ القرآن وعمره اثنتا عشرة سنة، وحفظ مجموعة من المتون في الحديث والعقائد والنحو والفقه، وعرض معظمها على جمع من علماء عصره منهم شمس الدين الرملي، ومحمد بن عبد القادر النحراوي، والخطيب الشربيني، وأبو البقاء الغمري، ومحمد الزهيري، وعلي بن جار الله بن ظهيرة، وغيره وأجازوه بمحفوظاته إجازة رواية في سنة 991 هـ. تصدّر للتدريس والإفتاء في المسجد الحرام، وتوفي بمكة في عيد الفطر 1033 هـ. له مؤلفات عديدة وأشعار. 

## نسبه
هو محيي الدين أبو بكر عبد القادر بن محمد بن يحيى بن مَكرم الحسيني الطبري المكي، ينتهي نسبه إلى الحسين بن علي بن أبي طالب. وهو من الطبريين الذين جاء أولهم إلى مكة نحو سنة 570 هـ/ 1175 م.

## سيرته
ولد عبد القادر الطبري في مكة في 17 صفر 976/ 10 أغسطس 1568 ونشأ فيها. حفظ القرآن وعمره اثنتا عشرة سنة وحفظ مجموعة من المتون في الحديث والعقائد والنحو والفقه، وعرض معظمها على جمع من علماء عصره، وقرأ على نفرٍ كثيرين من الشيوخ منهم يحيي بن محمد الحطاب ومحمد بن محمد البهنسي النقشبندي وشمس الدين محمد بن أحمد الرملي، وجمال الدين بن إسماعيل العصامي وأخوه علي . ثم كان هنالك نفر آخرون منهم شمس الدين النحراوي والخطيب الشربيني وعلي بن جابر بن ظهيرة ومحمد بن عبد العزيز الزمزمي، وعلي الهروي. 

ثم أصبح بعيد ذلك إمام مقام خليل الرحمن في فلسطين. وفي سنة 1018 هـ/ 1609 م أصبح إمام الحرم المكي وتصدّر للتدريس والإفتاء في المسجد الحرام.

وفي رمضان عام 1033 هـ/ يونيو 1624 جاء والٍ على اليمن من قبل الدولة العثمانية هو حيدر باشا. فلمّا أطلَّ عيد الفطر، وكان عبد القادر الطبري يُعدُ نفسهُ لإلقاء خطبة العيد، بحسب عادته، أبلغه حيدر باشا أنّه عَهِد بخطبة العيد إلى إمام آخر. فاغتَمِّ الطبريُّ ومات في يوم عيد الفطر، أول شوّال 1033 / 16 يوليو 1624 في مكة. 

## مهنته
هو أديبٌ عالمٌ وفي رأي عمر فروخ، لعلّه أوسع الأدباء العلماء الذين يَردُ ذكرُهم في القرن الحادي عشر الهجري/السابع عشر الميلادي. إنّه شاعر ومنشئ، كاتبٌ ومترسِّل، وشعره ونثره كثيرا التنوع. 

ثم هو بارع في تصريف وجوهِ البلاغة في شعره ونثره مع صحّةٍ في السَّبكِ ومتانةٍ في التعبير. ومعارفه متَّسعة جدًا. ولكنه كثير التّكلُّف في رسائله. وهو مصنّف وله عدة مؤلفات. 

## مؤلفاته
- نشأة السُّلافة بمُنشآت الخِلافة
- عرف الشبه والفرق بين ما اشتبه
- كشف النِّقاب عن الأربعة الأقطاب، في النسب
- الآياتُ المقصورة على الأبيات المقصورة، شرح مقصورة ابن دريد
- حُسن السَّريرة في حُسن السيرة، ترجمة ذاتية
- عُلُوُّ الحُجَّة بتأخير أبي بكر بن حِجّة، بديعيةٌ مع شرح عليها
- الكَلِم الطَّيِّبُ على كلامِ أبي الطِّيِّبِ ، شرحُ قطعة من ديوان المتنبي
- الأرجُ المِسكيُّ والتاريخ المَكّيُّ
- رفع الاشتباك عن تناول التنباك
- عيون المسائل من أعيان الرسائل
- المُؤَلَّفَةُ في المُؤَلَّفَةِ، رسالة في تراجم الصحابة
- سل السيف في حال كيف
- عرائس الأبكار وغرائس الأفكار

ومعظم هذه الكتب قد ألِّفَت برَسم حسن بن محمد أبو نمي الثاني، وقد كان شريف مكة من 977 هـ حتى 1010 هـ.